# Montreal Machine
I Montreal Machine sono stati una squadra di football americano, di Montréal, in Canada.

## Storia
La squadra è stata fondata nel 1991 e ha chiuso al termine della stagione successiva; non ha mai disputato un World Bowl.
Pur essendo situati in Canada, i Montreal Machine giocavano con le regole statunitensi (campo da 100 yard, 4 down).